# ویلیه، اندر
ویلیه، اندر (به فرانسوی: Villiers) یک کمون در فرانسه است که در اندر واقع شده‌است. ویلیه ۲۴٫۵۳ کیلومتر مربع مساحت و ۱۸۸ نفر جمعیت دارد و ۱۴۴ متر بالاتر از سطح دریا واقع شده‌است.